# Lamprocryptus hector
Lamprocryptus hector är en stekelart som först beskrevs av Fabricius 1804.  Lamprocryptus hector ingår i släktet Lamprocryptus och familjen brokparasitsteklar. Inga underarter finns listade i Catalogue of Life.